# ميخائيل جونسون (موسيقي)
ميخائيل جونسون (بالإنجليزية: Michael Johnson)‏ هو موسيقي ومغني وكاتب أغاني وعازف قيثارة أمريكي، ولد في 8 أغسطس 1944 في ألاموسا في الولايات المتحدة، وتوفي في 25 يوليو 2017 في منيابولس في الولايات المتحدة.

## وصلات خارجية
- الموقع الرسمي
- مايكل جونسون على موقع ميوزك برينز (الإنجليزية)
- مايكل جونسون على موقع ديسكوغز (الإنجليزية)